# Monoblet
Monoblet là một xã trong vùng Occitanie. Xã Monoblet nằm ở khu vực có độ cao trung bình 350 mét trên mực nước biển.